# Braque italien
Le braque italien est une race de chien originaire d'Italie. Il s'agit d'un braque à la robe blanche mouchetée d'orange ou blanche mouchetée de brun (rouan-marron) développée dans les derniers siècles comme chien d'arrêt. Il est dit que des chiens de morphologie semblable existaient déjà au temps de Xénophon et en France au XVe siècle à la cour des rois.

## Historique
Certains auteurs le font remonter à l'antiquité gréco-romaine par les écrits de Xénophon. Le braque italien aurait été introduit en France à la cour de Henri II par Catherine de Médicis. Il est issu d'une souche qui a donné aussi le pointer. Initialement destiné à la chasse au filet, il évolue peu à peu en chien d'arrêt. Au début du XXe siècle, c'était un chien plutôt massif, rustique, parfaitement adapté à la chasse sous le fusil pratiquée sous la chaleur et dans les terrains secs. Le pelage était blanc, moucheté de brun. Avec l'apport de sang de type pointer, sa morphologie a évolué. C'est un chien maintenant plus fin et plus rapide.
Une de ses premières représentations dans l'art date de la Renaissance italienne. Andrea Mantegna le dessine au pied de son maître dans une des fresques de La Chambre des Époux dans le Castello San Giorgio du palais ducal de Mantoue. Il apparaît au XIXe siècle  sur les portraits des gens de familles aisées comme La Jeune Fille et son braque italien, de Paul Saint-Jean (1842 - 1875) ainsi que dans un tableau célèbre de Gustave Courbet peint en 1856, portrait repris dans sa toile Un enterrement à Ornans.

## Standard

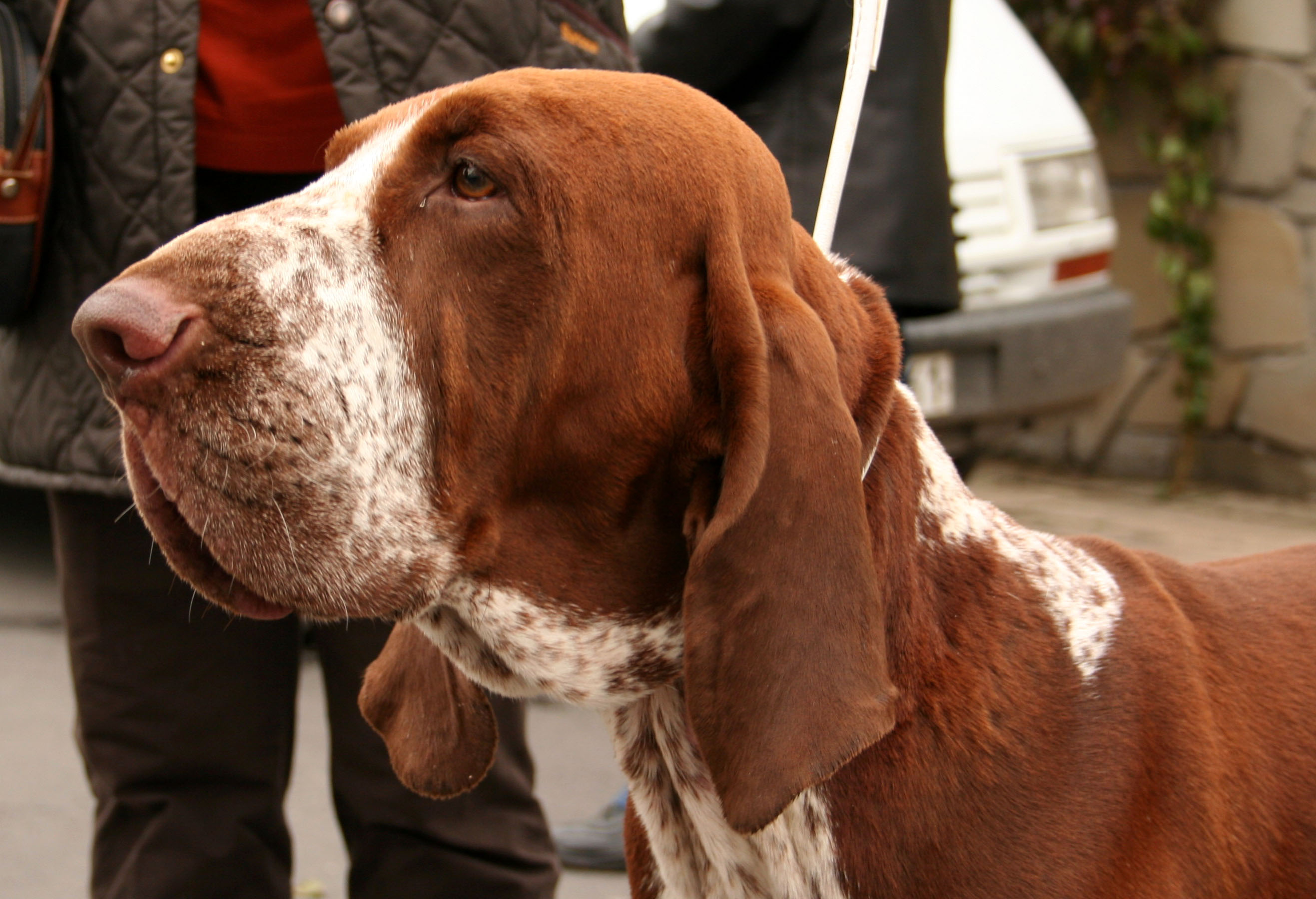
Portrait d'un braque italien.

Le braque italien est un braque de grande taille et de conformation robuste et vigoureuse. Les sujets aux membres secs, aux muscles saillants et aux lignes bien définies avec une tête nettement sculptée et une ciselure sous-orbitaire bien visible sont favorisés. La queue est forte à sa racine et s’amincit à l'extrémité. Elle est portée horizontalement ou presque. La caudectomie est pratiquée et laisse une queue de 15 à 25 cm. L'allure du braque italien est un trot allongé et rapide.
La tête est anguleuse et étroite au niveau des arcades zygomatiques. Les axes du crâne et du chanfrein sont divergents. Les yeux ne sont ni enfoncés ni proéminents. Ils sont de forme ovale, de couleur ocre à marron selon la couleur de la robe. Les oreilles sont tombantes, elles atteignent le bout de la truffe sans être étirée. Leur largeur est au moins égale à la moitié de leur longueur. Attachée plutôt en arrière au niveau de la ligne zygomatique, l'oreille est de préférence souple avec un bord antéro-interne en forme d’ourlet bien marqué parfaitement accolé à la joue.
Le poil est court, serré et luisant. Il est plus fin et ras sur la tête, sur les oreilles, sur la face antérieure des membres et sur les pieds. Les couleurs acceptées sont le blanc, le blanc marqué de taches marron, orange et ambre, le blanc truité, le blanc moucheté.

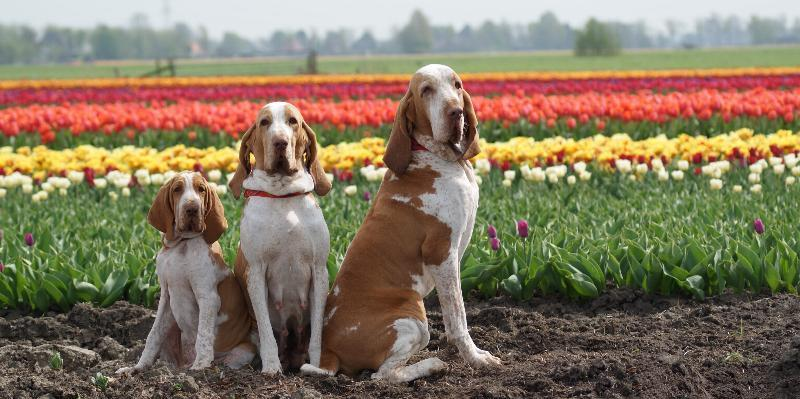
Braques italien à Zuidermeer.
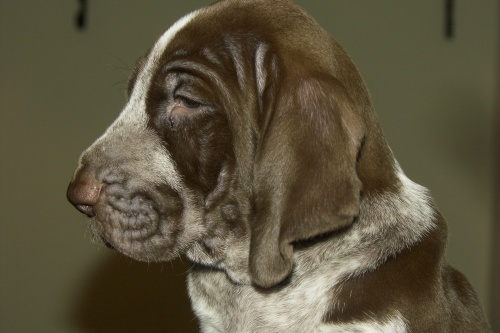
Chiot de Braque Italien, robe Roano-marrone.
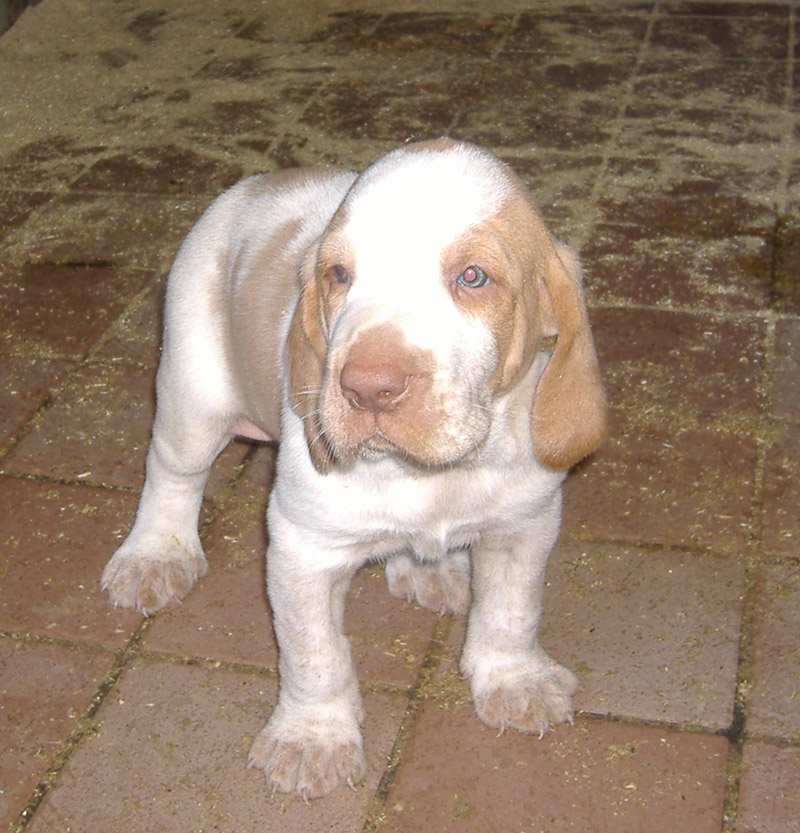
Chiot de Braque Italien, robe blanc-orange.
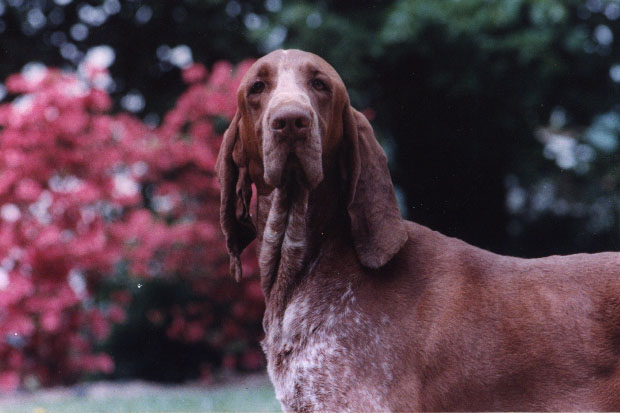
Dover di Valgrisanche, braque marron.

## Caractère
Le braque italien est décrit dans le standard FCI comme résistant, docile et facile à éduquer. Il aime vivre auprès de ses maîtres. Son éducation nécessite un peu de fermeté. Le braque italien peut vivre en ville à condition de le sortir souvent et de ne pas le laisser seul pendant de longues heures.

## Utilité
Le braque italien est un chien de chasse.

## Élevage

### Association d'élevage
La société qui s'occupe de la diffusion et divulgation de cette race est la S.A.B.I., Société des amateurs du Braque italien, fondée à Lodi en 1949. La S.A.B.I. a des filiales en Europe (Italie, France, Pays-Bas, Danemark, Finlande, Belgique), et aussi au Brésil, Chili, États-Unis et Japon.

### Alimentation
Le braque italien a besoin d'une alimentation équilibrée pendant sa croissance afin de consolider une forte ossature. Il est sujet au retournement de l'estomac et il est conseillé de diviser la ration journalière en deux repas légers.